# Isak Collijn
Isak Gustaf Alfred Collijn (17 de juliol de 1875 - 28 de març de 1949) fou un bibliògraf i editor suec.
Es va matricular com a estudiant el 1893, i es va graduar amb una llicenciatura en filosofia el 1902, amb el tractat Les suffixes toponymiques dans les langues française et provençale. Va treballar com a professor a Universitat d'Uppsala el 1905, i com a cap de la biblioteca d'aquesta universitat el 1910. El 1914, va començar l'edició periòdica per bibliotecaris Nordisk tidsskrift för bok- och biblioteksväsen.
Fou cosí de Ludvig Collijn.